# A Loirinha, o Playboy e o Negão
"A Loirinha, o Playboy e o Negão" é um single da cantora de música pop brasileira Kelly Key, sendo o terceiro lançado em seu segundo álbum em estúdio, intitulado Do Meu Jeito. Lançada oficialmente em 30 de outubro de 2003, a canção foi composta por Andinho e Umberto Tavares. A canção foi incluida em duas listas feita por Zeca Camargo para o portal G1 dentre as melhores canções eleitas pelo jornalista.

## Composição e desenvolvimento
Composta pelos compositores Umberto Tavares e Andinho e explora o tema do preconceito racial, por parte de um garoto branco para um casal formado por uma garota loira e um garoto negro. Segundo Kelly Key que a canção é, além de um protesto ao racismo, um protesto também ao preconceito contra gays, pessoas gordas e outras formas de preconceito. A canção foi produzida por DJ Cuca junto com o produtor Afegan, explorando além da sonoridade Teen pop.

## Divulgação e Desempenho
A Loirinha, o Playboy e o Negão foi pouco executada pelas rádios, ficando na posição quatorze, primeira faixa fora das dez mais executadas de sua carreira.

## Recepção crítica
A canção recebeu críticas mistas, classificada como inferior às antecessoras, mas também como de muita qualidade. A Folha de S.Paulo declarou que embora a canção não seja composta pela cantora, é uma autobiografia nata e completou dizendo que tem um "tema adulto" e uma "mensagens para os adolescentes". O jornalista Zeca Camargo classificou a canção como uma das melhores músicas pop brasileiras e completou dizendo que "é uma música de protesto de protesto - e pop! E engraçada!". Em outra ocasião, o jornalista declarou que a canção é uma daquelas que "as pessoas fazem aquela cara esquisita, mas sempre dançam" e que seria merecedora de tocar ao lado de outras cantoras como Lady Gaga. A canção ainda foi incluida nas listas feitas pelo jornalista para o portal G1 entre as 35 melhores músicas do pop/rock nacional, na posição vinte e três, e ainda incluida também na lista das Mil músicas que deve-se ouvir de maneira diferente.